# Wolfgang Stechow
Wolfgang Stechow (* 5. Juni 1896 in Kiel; † 12. Oktober 1974 in Princeton, New Jersey) war ein deutsch-US-amerikanischer Kunsthistoriker.

## Leben und Wirken
Als Sohn des preußischen Staatsanwalts Waldemar Stechow und seiner Ehefrau, der Konzertsängerin Bertha Deutschmann, besuchte er das Gymnasium in Göttingen bis 1913 und meldete sich anschließend als Kriegsfreiwilliger 1914.
In Russland geriet er 1915 für zwei Jahre in die Gefangenschaft in einem sibirischen Lager. An der Georg-August-Universität Göttingen schrieb er seine Dissertation über die Apokalypse von Dürer. In den Jahren 1921 bis 1922 hatte er eine Assistentenstelle im Kaiser-Friedrich-Museum unter Wilhelm von Bode inne.
In Den Haag war er von 1922 bis 1924 Assistent bei Cornelis Hofstede de Groot. Danach wechselte er 1923 an das Kunsthistorische Seminar der Universität Göttingen. Dort wurde er 1926 zum Privatdozenten nach seiner Habilitation über holländische Kunst, ab 1931 zum außerordentlichen Professor ernannt. In diesen Jahren war er von 1927 bis 1928 als Mitglied am deutschen Institut für Kunstgeschichte in Florenz. In Rom war er 1931 Gastdozent an der Bibliotheca Hertziana.
1926 verfasste Stechow als Mitarbeiter des Kunsthistorischen Seminars den ersten vollständigen, gedruckten Katalog der Kunstsammlung der Universität Göttingen. Zuvor bestanden seit 1887 ein handschriftliches Inventar, dass Emil Waldmann 1905 zu einem provisorischen Führer ausbaute. Gemeinsam mit Lucy von Weiher führte Stechow seinen Katalog von 1926 in Typoskripten weiter fort, welche schließlich Gerd Unverfehrt 1987 für seinen Katalog der niederländischen Bildnisse (mit im Anhang allen weiteren Bildnissen) als Material nutzte.
Am 16. Dezember 1932 heiratete er Ursula Hoff (* 1911). Aus der Ehe gingen drei Kinder hervor (Hans Axel, Barbara und Nicola).
Nach der Machtübergabe an die Nationalsozialisten musste er 1936 als Bürger evangelischen Glaubens mit jüdischen Vorfahren seine Stelle in Göttingen aufgeben. So emigrierte er in die USA, wo er durch die Vermittlung von Oskar Hagen eine Assistentenstelle an der University of Wisconsin in Madison (Wisconsin) erhielt. Im Jahre 1940 ging er an das Oberlin College, an dem er bis zu seiner Emeritierung 1963 blieb. Die Staatsbürgerschaft der USA hatte er 1942 angenommen. 1969 wurde er zum korrespondierenden Mitglied der Göttinger Akademie der Wissenschaften gewählt.
Positionen nach seiner Emeritierung:
- 1963 bis 1964: Visiting Professor  an der University of Michigan,
- 1966 bis 1967: Robert Sterling Clark Professor of Art am Williams College,
- 1969: William Allan Neilson Chair of Research am Smith College
- 1969 bis 1970: Mary Conover Mellon Professor am Vassar College,
- 1971 bis 1972: Visiting Professor an der Yale University,
- 1972: Distinguished Visiting Professor am Oberlin College,
- 1973: Honorary Curator am Allen Art Museum.

Während der Sommersemester lehrte er auch an der New York University und dem  Middlebury College. Er verfasste über 200 veröffentlichte Arbeiten und einige Monographien.

## Ehrungen und Ernennungen
- 1964: Doctor of Humane Letters (L.H.D.) an der University of Michigan
- 1967: Ehrendoktor der Schönen Künste am Oberlin College
- 1973: Ehrendoktor der Schönen Künste am Baldwin-Wallace College
- 1974: Verleihung der Award of Art Dealers Association of America for excellence im Jahr 1975
- 1975: das Allen Memorial Art Museum benennt einen Museumsraum nach ihm
- Direktor und Vizepräsident der College Art Association of America
- Verwalter der American Society for Aesthetics
- Mitglied des National Committee on the History of Art
- Mitglied des beratenden Ausschusses der Renaissance Society of America
- Mitglied des beratenden Ausschusses für Deutsche Sprache an der Princeton University
- Mitglied des Fulbright Selection Committee
- Mitglied des Archeological Institute of America

## Schriften (Auswahl)
- Katalog der Gemäldesammlung der Universität Göttingen. Göttingen 1926
- Apollo und Daphne. In: Studien der Bibliothek Warburg Band 23, Leipzig 1932
- Rembrandts Darstellungen des Emmausmahles. In: Zeitschrift für Kunstgeschichte, 3 Bd., H. 6 (1934), pp. 329–341 (Anfang des Artikels)
- Salomon van Ruysdael: eine Einführung in seine Kunst: mit kritischem Katalog der Gemälde, Berlin 1938
- Masters of Art: Bruegel. In: (Masters of Art Series)
- Pieter Bruegel, the Elder (about 1525-1569)
- Dutch Landscape Painting of the Seventeenth Century, London 1966
- European and American Paintings and Sculpture in the Allen Memorial Art Museum, Oberlin College
- Catalogue of Drawings and Watercolors in the Allen Memorial Art Museum, Oberlin College
- European Paintings Before 1500, Cleveland Museum of Art Catalogue of Paintings,  1974 ISBN 0-910386-19-6
- Northern Renaissance art, 1400-1600 - Sources and documents, New Jersey 1966
- Dürer in America: His Graphic Work, New York 1971